# Оссиах
Оссиах (нем. Ossiach, словен. Osoje) — коммуна (нем. Gemeinde) в Австрии, в федеральной земле Каринтия. 
Входит в состав округа Фельдкирхен. Население составляет 749 человек (на 31 декабря 2005 года). Занимает площадь 17,41 км².

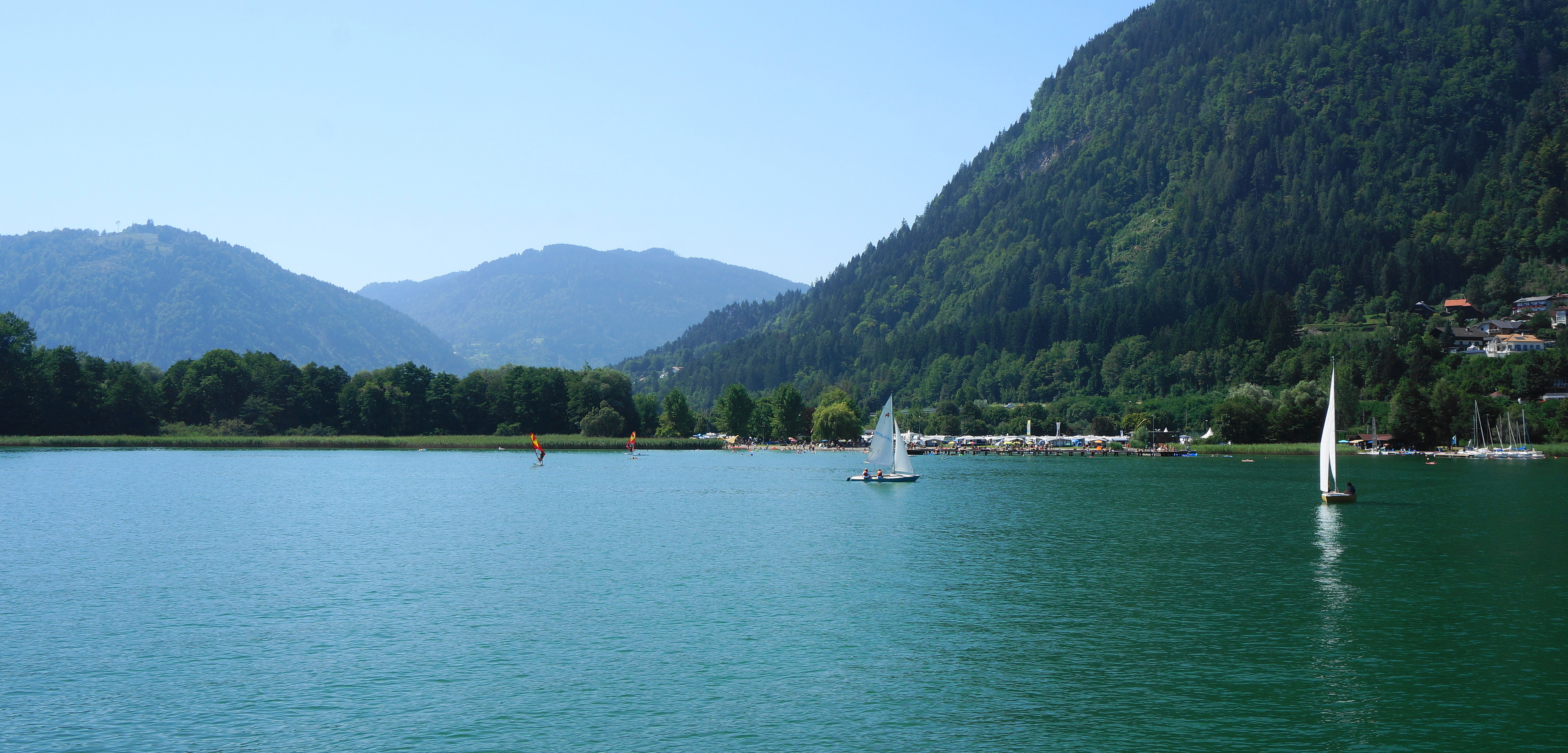
Озеро Оссиах

## Политическая ситуация
Бургомистр коммуны — Йохан Хубер (АБА) по результатам выборов 2003 года.
Совет представителей коммуны (нем. Gemeinderat) состоит из 11 мест.
- АНП занимает 4 места.
- АБА занимает 4 места.
- СДПА занимает 3 места.